# Marcel Varnel
Marcel Varnel (ur. 16 października 1894, zm. 13 lipca 1947) – francuski reżyser i producent filmowy.

## Filmografia
producent
- 1941: South American George
- 1944: He Snoops to Conquer
- 1946: George in Civvy Street

reżyser
- 1932: Niemy świadek (film)
- 1934: Girls Will Be Boys
- 1937: Good Morning, Boys
- 1941: I Thank You
- 1943: Get Cracking
- 1946: George in Civvy Street